# Scrooge (1901)
Scrooge, ook bekend als Marley's Ghost, is een korte Britse stomme zwart-witfilm  uit 1901 in regie van Walter R. Booth. Het is de oudste bekende verfilming van Charles Dickens' boek A Christmas Carol.

## Productie

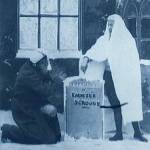
Marleys geest laat Scrooge zijn eigen graf zien (beeld uit de film)

De film kwam oorspronkelijk uit in 1901. Omdat men ervan uitging dat het publiek bekend was met het originele verhaal, werd besloten het aantal tussentitels tot een minimum te beperken. Van de originele film resteren slechts 3 minuten en 26 seconden. Het grootste verschil met het originele boek is dat Marley's geest aan Scrooge de kerstfeesten in het verleden, het heden en de toekomst toont, terwijl dit in het boek door drie andere geesten wordt gedaan. Hoewel de film tegenwoordig als oubollig en amateuristisch kan worden ervaren, bevat deze toch enkele destijds revolutionaire filmtechnieken zoals het tonen van Marley's gezicht op de deur, projecties op de gordijnen in Scrooge's slaapkamer, het gebruik van overvloeiers en half-doorschijnende personages.
De nog resterende film begint in het kantoor van Scrooge op kerstavond net voor sluitingstijd en eindigt in de scène waar Ebenezer zijn eigen graf ziet.